# Troglophilus andreinii
Troglophilus andreinii är en insektsart som beskrevs av Capra 1927. Troglophilus andreinii ingår i släktet Troglophilus och familjen grottvårtbitare.

## Underarter
Arten delas in i följande underarter:
- T. a. hydruntinus
- T. a. andreinii